# Robby De Caluwé
Robby De Caluwé (Lokeren, 1 januari 1975) is een Belgische politicus voor Open Vld. Hij was burgemeester van Moerbeke van 2013 tot eind 2022 en van 2019 tot aan de verkiezingen van juni 2024 lid van de Kamer van volksvertegenwoordigers.

## Biografie
De Caluwé studeerde van 1994 tot 1997 bedrijfsmanagement aan de Hogeschool Gent. Hij begon zijn beroepsloopbaan in 1998 bij het IT-bedrijf IBM en werkte er tot 2000 als account manager. Nadien ging hij aan de slag bij hr-bedrijf SD Worx, eerst van 2001 tot 2007 als account manager en van 2007 tot 2011 als kantoordirecteur. In 2011 stichtte hij zijn eigen hr-bedrijf, waar hij tot in 2018 vennoot bleef. Van 2017 tot 2019 was hij zaakvoerder van zijn eigen consultancybedrijf en van 2023 tot 2024 partner manager in een outsourcingsbedrijf. Sinds 2024 is De Caluwé zelfstandig hr-expert.

## Politieke carrière
In 1994 startte De Caluwé zijn politieke loopbaan binnen Jong VLD Moerbeke. Al snel werd hij secretaris en later voorzitter. Hij was ook een tijdje lid van de nationale partijraad van Open Vld, en in 2010 werd hij afdelingsvoorzitter van de liberale partij in Moerbeke. Van eind 2016 tot begin 2020 was hij regionaal voorzitter van Open Vld Gent-Eeklo en maakte hij opnieuw deel uit van de nationale partijraad. Sinds 2024 zetelt hij in het nationaal partijbestuur van Open Vld.
Hij werd na de verkiezingen van 2000 gemeenteraadslid in Moerbeke. Nadat zijn voorganger Filip Marin de partij verliet, werd hij eerder onverwachts door de partij verzocht de lijst voor de  gemeenteraadsverkiezingen van 2012 te trekken. Hij behaalde 860 voorkeurstemmen en was daarmee veruit de populairste politicus uit de gemeente. Bij de gemeenteraadsverkiezingen van 14 oktober 2018 vergrootte hij zijn populariteit en haalde hij 1.129 voorkeurstemmen. Daarmee was hij de tweede populairste burgemeester van het Waasland, na burgemeester Michel Du Tré uit Waasmunster.
Bij de federale verkiezingen van 2019 stond hij op de eerste opvolgersplaats. Aangezien Mathias De Clercq zijn mandaat niet opnam, werd hij Kamerlid voor de kieskring Oost-Vlaanderen, waar hij bleef zetelen tot in 2024. De Caluwé werd er onder andere lid van de commissies Gezondheid en Gelijke Kansen en Naturalisaties. Van juli 2020 tot september 2021 was hij tevens voorzitter van de bijzondere commissie die belast was met het onderzoek naar de aanpak van de Coronapandemie. Daarnaast richtte De Caluwé zich op ethische dossiers, zoals het vraagstuk van euthanasie bij vergevorderde dementie en de verdediging van lgbt+-rechten.
Op 8 december 2022 kondigde hij aan dat hij ontslag zou nemen als burgemeester van Moerbeke. Eerste schepen Stijn Deschepper volgde hem op.
Bij de verkiezingen van mei 2024 kreeg De Caluwé de derde plaats voor het Vlaams Parlement in Oost-Vlaanderen. Hij behaalde 4.006 voorkeurstemmen, maar geraakte  niet verkozen nadat zijn partij een zware nederlaag leed en 2 van de 4 zetels in Oost-Vlaanderen verloor.
Bij de gemeenteraadsverkiezingen van oktober 2024 stond hij als lijstduwer van de lijst Lokaal Liberaal in Lokeren, waar Moerbeke na deze verkiezingen in opging. Hij werd met 479 voorkeurstemmen tot gemeenteraadslid verkozen.

## Uitslagen verkiezingen
| Verkiezing                      | Kieskring       | Datum           | Lijst           | Plaats op lijst | Voorkeursstemmen | Uitslag       | Partijuitslag binnen kieskring |
| ------------------------------- | --------------- | --------------- | --------------- | --------------- | ---------------- | ------------- | ------------------------------ |
| Gemeenteraadsverkiezingen       | Moerbeke        | 8 oktober 2000  | VLD             | 15e plaats      | 360              | 9e titularis  | 57,88 %                        |
| Gemeenteraadsverkiezingen       | Moerbeke        | 8 oktober 2006  | VLD             | 7e plaats       | 410              | 7e titularis  | 53,21 %                        |
| Gemeenteraadsverkiezingen       | Moerbeke        | 14 oktober 2012 | Open Vld        | 1e plaats       | 860              | 1e titularis  | 47,7 %                         |
| Gemeenteraadsverkiezingen       | Moerbeke        | 14 oktober 2018 | Open Vld        | 1e plaats       | 1.129            | 1e titularis  | 53,1 %                         |
| Federale parlementsverkiezingen | Oost-Vlaanderen | 26 mei 2019     | Open Vld        | 1e opvolger     | 5.218            | 1e opvolger   | 17,85 %                        |
| Vlaamse verkiezingen            | Oost-Vlaanderen | 6 juni 2024     | Open Vld        | 3de plaats      | 4.006            | niet verkozen | 9,72 %                         |
| Gemeenteraadsverkiezingen       | Lokeren         | 13 oktober 2024 | Lokaal Liberaal | 33e plaats      | 479              | 13e titularis | 31,44 %                        |